# Capturing the Friedmans
Capturing the Friedmans es un documental dirigido por Andrew Jarecki. Se centra en la investigación de Arnold y Jesse Friedman, acusados de abuso de menores en los años 80. La película muestra la desestructuración de la familia Friedman. Fue galardonada con el gran premio del jurado en el festival de Sundance del año 2003 y el premio al mejor documental en Documenta Madrid.

## Argumento
Capturing the Friedmans se adentra en la vida de los Friedman, una familia de clase media de Great Neck, Long Island. La policía del condado Nassau comienza una larga investigación tras encontrar una gran colección de revistas de pornografía infantil en la casa de los Friedman. Arnold Friedman, el padre de la familia, es acusado de abuso de menores junto a su hijo menor, Jesse, en el año 1988. Ambos trabajaban dando clases particulares de informática a niños en su casa. El caso pronto estalla y se convierte en un escándalo mediático.  Tras numerosas sospechas, los alumnos de Arnold Friedman son interrogados por la policía y todos declaran haber sufrido abusos sexuales por parte de los acusados y haber participado en múltiples juegos sexuales durante las clases.
A raíz de estas declaraciones y de la presión mediática la familia Friedman empieza a desestructurarse. Siguiendo las recomendaciones de su abogado, Arnold y Jesse Friedman se declaran culpables frente a la Justicia. Arnold fue condenado de 10 a 30 años  y Jesse de 6 a 18 años de años de cárcel. Finalmente, Arnold Friedman se suicida en el año 1995 durante su estancia en la cárcel, dejando 250.000 dólares de su seguro de vida a su hijo. Jesse sale en el año 2001 en libertad condicional después de cumplir 13 años de condena.

## Comentario
Capturing the Friedmans se trata de un proyecto original que muestra un hecho visto desde el punto de vista de los mismos protagonistas. El director se limita a recoger testimonios. Se pueden observar entrevistas actuales a los testigos más directos (la familia, las supuestas víctimas de abusos sexuales, el abogado y los agentes de policía). Entrelaza las entrevistas con los numerosos videos caseros de Los Friedman. Estas grabaciones son la base documental de la película, que se complementan con imágenes de archivo del caso que se emitieron por televisión en aquella época. 
El film se centra en dos temas principalmente. Por una parte el arresto, juicio y condena de Arnold y Jesse; por otra, el desmoronamiento de la familia Friedman a raíz del acontecimiento. El documental hace un juicio del sistema de valores de la sociedad norteamericana y hace referencia a la histeria mediática que acompañó al caso. El espectador queda entre la duda de culpabilidad e inocencia de los acusados durante el film. Enseña a creer en la presunción de inocencia, en el gran poder que pueden ejercer los medios y la sociedad en el ámbito personal. Aparecen numerosos testimonios que dan una visión diferente de la que se tuvo del caso durante su transcurso en los años 80. El mismo Jesse Friedman tras ver el documental declaró que Capturing the Friedmans había sido el verdadero juicio que nunca tuvo.

## Personajes
- Arnold: célebre profesor acusado de pederastia que admitió haber mantenido relaciones sexuales con dos menores, aunque afirma que nunca ha abusado de sus alumnos durante las clases particulares de informática. Se declara culpable después de una larga reunión con su familia y abogado. De esta manera cree que podrá salvar a su hijo Jesse de la cárcel. Es condenado entre 10 y 30 años de prisión. Sin terminar su condena se suicida en el momento en que condenan a Jesse.

- Jesse: es el hijo menor de la familia Friedman. Ayuda a su padre en las clases de informática. Entra a formar parte del caso de pederastia que envuelve a su padre después de las declaraciones de los alumnos. Ellos afirmaron que Jesse también participaba en los juegos sexuales que se efectuaban durante las clases. Se declara culpable como le aconseja el abogado tras varios juicios en los que mantenía su inocencia. Añade que su padre también abusó de él para poder reducir su condena. Finalmente, en el año 2001 sale a la calle en libertad condicional y vuelve a casa con su madre.

- Elaine Friedman: madre de la familia. Es el miembro menos valorado de los Friedman por parte de sus hijos. Tiene conocimiento de las inclinaciones sexuales de su marido y le acompaña en varias ocasiones al psicólogo tras encontrar sus revistas pornográficas infantiles. Durante el film no se inclina ni por la inocencia ni por la culpabilidad de su marido en el caso. Cree que las acusaciones pueden ser verdad.

- David Friedman: hijo mayor, payaso de profesión. Con sus declaraciones durante el documental nos demuestra su expresa confianza en la inocencia de su padre. Idolatra la figura paterna y rechaza a su madre.

- Seth Friedman: hijo mediano. No existe ninguna entrevista de él. Se negó a salir en el documental. Aunque si pueden verse fotos de pequeño en las imágenes de archivo.

- Howard Friedman: hermano de Arnold. No puede creer lo que le sucedió a Arnold. Aunque recuerda que la infancia de él y de su hermano no fue el mejor ambiente para crecer. Vivían con su madre quien ejercía la prostitución en la misma casa. Pero nunca vio capaz a su hermano de haber cometido todos los delitos de los que se le culpaba.

- John MCDermott
- Francesc Galasso
- Joseph Onorato
- Abbey Boklan

## Crítica
La película tuvo una gran acogida entre el público. En la página web de Rotten Tomatoes consiguió críticas muy positivas consiguiendo una calificación de 9 sobre 10.  La película ocupó en Estados Unidos el puesto de la séptima mejor película del año 2003 en la lista de la misma página. Este documental de bajo presupuesto tuvo un gran éxito en numerosos festivales. Ganó el Gran Premio del Jurado en la categoría documental en el Festival de Cine de Sundance de 2003  y fue incluida en el Channel 4 entre los 50 mejores documentales de todos los tiempos en el año 2005.  En España el film recibió el Premio Cibeles al mejor largometraje, dotado con 12.000 euros, en la primera edición del Festival internacional de documentales de Madrid, organizado por la Concejalía de Las Artes del Ayuntamiento.